# 13200 Romagnani
13200 Romagnani è un asteroide della fascia principale. Scoperto nel 1997, presenta un'orbita caratterizzata da un semiasse maggiore pari a 2,5533338 UA e da un'eccentricità di 0,0988641, inclinata di 10,99514° rispetto all'eclittica.